# Texas Rangers (film)
A Texas Rangers 2001-ben bemutatott amerikai westernfilm, amelyet Steve Miner rendezett. A forgatókönyvet George Durham 	Taming the Nueces Strip: The Story of McNelly's Ranger című életrajzi regénye alapján Scott Busby, Martin Copeland és John Milius készítették. A produkció főbb szerepeiben James Van Der Beek, Ashton Kutcher, Alfred Molina és Dylan McDermott. 2001. november 30-án mutatták be az Egyesült Államokban. Magyarországon videokazettán jelent meg 2003. március 26-án.

## Cselekmény
Az amerikai polgárháború után, 1875-ben Texas délnyugati része veszélyes hely lett. John King Fisher és bandája marhacsordákat lopnak, marhatelepeket fosztogatnak, és mindenkit meggyilkolnak, aki az útjukba kerül. A kormány nem hajlandó tovább tétlenül nézni, és felkéri a halálos beteg Leander H. McNelly volt prédikátort, hogy alakítson egy rendőri egységet a Texas Rangerst.
A polgárháborús veterán Leander Armstrong őrmesterrel sietve toborozza az első önkénteseket, köztük Durhamet és Dunnisont, akiknek családját King Fisher bandája meggyilkolta. Hamarosan 30 Texas Rangert állítanak össze, akiknek többsége tapasztalatlan a lövöldözésben, hogy felvegyék a harcot King Fisherrel. Mivel az idő rövid, a katonai kiképzésre minden további nélkül sor kerül a hosszú menetelés során. Miután McNelly megismerkedik a lövészet művészetével, hamarosan sikerül legyőznie a banda egyik előőrsét. Két elfogott banditát rövid úton felakasztanak, mivel McNelly nem hajlandó őket bíróság elé állítani. Dunnison, aki most McNelly személyi titkára és bizalmasa, nagyon elégedetlen mindezzel.
Az első sikeres katonai akción felbátorodva McNelly úgy dönt, hogy frontálisan megtámadja Fisher táborát. A támadás fiaskóba torkollik, mivel túlerőben vannak, és a 18 megmaradt Texas Ranger kénytelen visszavonulni. Egy baráti farmon új önkénteseket toboroznak, és hamarosan követik King Fishert vissza Mexikó felé. McNelly már nem tudja elkapni Fishert Texasban, aki biztonságban van egy mexikói erődben. Fisher és bandája éppen a Mexikóba való visszatérést ünneplik, amikor a Texas Rangers másnap reggel váratlanul megrohamozza az erődöt, és legyőzi a bandát. Fishert megölik, McNelly pedig megsebesül, aki ezután átadja a parancsnokságot Dunnisonnak. Ezzel újjászületik a Texas Rangers.

## Szereplők
| Szerep                  | Színész            | Magyar hangja      |
| ----------------------- | ------------------ | ------------------ |
| Lincoln Rogers Dunnison | James Van Der Beek | Kárpáti Levente    |
| Caroline Dukes          | Rachael Leigh Cook | Bogdányi Titanilla |
| George Durham           | Ashton Kutcher     | Karácsonyi Zoltán  |
| Leander McNelly         | Dylan McDermott    | Rosta Sándor       |
| Randolph Douglas Scipio | Usher Raymond      | Boros Zoltán       |
| Richard Dukes           | Tom Skerritt       | Balázsi Gyula      |
| John King Fisher        | Alfred Molina      | Sörös Sándor       |
| Ed Simms                | Vincent Spano      | n.a                |
| Frank Bones             | Randy Travis       | n.a                |
| John Armstrong          | Robert Patrick     | n.a                |
| Jesus Sandoval          | Marco Leonardi     | Katona Zoltán      |
| Sam Walters             | Matt Keeslar       | Szokol Péter       |
| Anton Marsele           | Ódéd Fehr          | Kapácsy Miklós     |
| Jean-Pierre Marsele     | Brian Martell      | n.a                |
| Cortinas ezredes        | Joe Renteria       | n.a                |
| Berry Smith             | Jon Abrahams       | n.a                |
| Perdita                 | Leonor Varela      | n.a                |
| Mr Dunnison             | Joe Spano          | n.a                |
| Mrs Dunnison            | Breon Gorman       | n.a                |
| Jake Dunnison           | Jordan Brower      | Cs. Németh Lajos   |
| narrátor                | James Coburn       | Bordi András       |

## Fogadtatás

### Kritikai visszhang
A film a kritikusok szerint gyengén teljesített. A Rotten Tomatoeson 2%-os minősítést ért el 50 értékelés alapján, az összefoglaló szerint: „Ami a westerneket illeti, a Texas Rangers szigorúan középszerű.” Stephen Hunter a Washington Posttól azt írta: „Bárcsak lenne benne néhány más dolog is, tudod, mint például egy felnőtti érzékenység, egy szorosabb hűség az igazsághoz, és talán egy kis törődés azzal, hogyan beszélték az 1875-ös angol nyelvet.” Eddie Cockrell a Varietytől azt írta: „A nagy szereposztás egységesen jó a nyelvtörő, pépes párbeszédekkel, bár a film csak rövid villanásokat mutat be, amelyek úgy néznek ki, mintha teljesen megvalósult karakterizációk lennének, amit valamikor a gyártás vagy a poszt során dobtak ki.”
A Metacritic 29 pontot adott a 100-ból 10 vélemény alapján. Owen Gleiberman az Entertainment Weeklytől azt írta: „Mi folyik itt: pacákok a lovacskákon.” John Petrakis a Chicago Tribune-től azt írta: „Csak remélni tudom, hogy ezt a filmet nagyon szórakoztató volt elkészíteni. Így valaki biztosan élvezte is.” Dana Stevens a New York Timestól azt írta: „Ez az erőszakos westernvérengzés megérdemli, hogy gyorsan elfelejtsük.”

### Bevételi adatok
A Box Office Mojo szerint a film veszteséges volt. A 38 millió dolláros költségvetésre csupán 763 ezer dollár bevételt keresett.